# Bujoru (Teleorman)
Pour les articles homonymes, voir Bujoru.
Bujoru est une commune du județ de Teleorman en Roumanie.